# 52-й окремий стрілецький батальйон (Україна)
52 окремий стрілецький батальйон (52 ОСБ) — військове формування Сухопутних військ Збройних сил України. Входить до складу 63-ї окремої механізованої бригади.

## Історія
Батальйон в основному складається з мешканців Прикарпаття, які в перші дні війни добровільно стали до лав ЗСУ.
Батальйон воював під Вугледаром.
У грудні 2023 року бійці батальйону врятували чоловіка, який шість днів був під завалами будинку біля Авдіївки.
У вересні 2023 року батальйон отримав прапор. На той час батальйон тримав оборону на лиманському напрямку.

## Втрати
- 4 березня 2024 — Фенин Василь, 2 рота, кулеметний взвод.[3]

## Символіка
В емблемі батальйону зображено щит, за яким перехрещено два мечі. В центрі щита розташовано головну фігуру історичного герба Галицької землі — галку під короною.